# Vertikális
A vertikális vagy függőleges irány a nehézségi erő  irányával párhuzamos irányt jelöli. A vertikális irányt (szélcsendes helyen) legegyszerűbben a függőón jelöli ki, a geodéziai gyakorlatban a vízmértékkel  pontosabban meghatározható vízszintes irányból származtatják.
A vertikális irány általában csak hozzávetőlegesen egyezik meg a Föld középpontja irányába mutató vektorral. Ezt két hatás módosítja:
- A Föld felszínén tartózkodó megfigyelőhöz rögzített koordináta-rendszerben az erőtér nem konzervatív, ebben centrifugális erő is fellép. Ez az erővektor a gravitációs erő vektorához adódik és a (sarkok kivételével mindenütt) kissé módosítja az eredő erőt irányban és nagyságban.
- A Föld felszínén maga a gravitációs erő iránya sem a Föld középpontjában összetartó irány, mivel a föld mélyén eltemetett nagy sűrűségű testek (pl. vasérctelepek) gravitációs hatásukkal módosítják a teret. A geofizikában használt Eötvös-inga épp ennek a jelenségnek az érzékelésével képes kimutatni felszín alatti geológiai képződményeket. Az ebből a hatásból eredő eltéréseket nevezzük függővonal-elhajlásnak.